# Sphinctomyrmex rufiventris
Sphinctomyrmex rufiventris är en myrart som beskrevs av Santschi 1915. Sphinctomyrmex rufiventris ingår i släktet Sphinctomyrmex och familjen myror. Inga underarter finns listade i Catalogue of Life.